# Brede Værk
Brede Værk er et museum for industrikultur. Det ligger ved Mølleåen nord for Kongens Lyngby i Danmarks største fredede industrianlæg. Gæster kan blive guidet rundt af sin egen virtuelle ledsager mellem gamle maskiner, høre hvordan Danmark blev et industrisamfund og prøve at arbejde ved et samlebånd. Museets fabriksbygninger ligger midt i naturen med mølledam, park, nyttehave og orangeri. Forskellige udstillinger viser den industrielle udvikling, som har ændret danskernes hverdag gennem de seneste århundreder.
I oktober 2018 blev det offentliggjort, at Nationalmuseet har besluttet at lukke udstillingsstedet.

## Museets udstillinger
Museet har fem permanente udstillinger. Derudover arrangerer museet også særudstillinger. De permanente udstillinger, der fra hver deres synsvinkel illustrerer den industrielle udvikling i Danmark.
Museet sælger en Aktiv billet, der gør, at man selv kan styre, hvordan man vil opleve museet. Man vælger en person og oplever herefter museet set fra denne person synsvinkel.

### Industrisamfundet
Udstillingen "Industrisamfundet" fortæller om omstillingen fra landbrugsland til industriland. Omstillingen foregik længe, men udstillingen fokuserer på de konsekvenser, den fik for dem, der mærkede omstillingen mest direkte: dem, der flyttede fra landet til byen: landarbejdere der blev fabriksarbejdere.

### Fabrikken
Fabrikken er en udstilling, der viser, hvordan det har været at arbejde på Brede Klædefabrik. Fabrikken står mere eller mindre som for 70 år siden, og det er muligt at følge med i, hvordan produktionen af klæde foregik dengang.

### Industriens vugge
Industriens vugge er en udstilling, der tager udgangspunkt i mølleåen og de fabrikker, der har ligget langs den. Deriblandt Brede Værk, der udover klæde også har produceret krudt og kobber.

### Krop og forklædning
Udstillingen Krop og Forklædning er en udstilling om modens udvikling i Danmark. En naturlig ting for et museum, der er indrettet i en klædefabrik. Perioden dækker den tid, klædefabrikken producerede klæde til den danske mode: fra slutningen af 1700-tallet til omkring 1956, da fabrikken lukkede. Find den digitale version af udstillingen her: http://natmus.dk/brede-vaerk/udstillinger/krop-og-forklaedning/ Arkiveret 16. juli 2014 hos  Wayback Machine

### Maskinen
Endelig har museet forsøgt at give nutiden mulighed for at prøve kræfter med en tænkt industriproduktion, idet udstillingen Maskinen er bygget op som et samlebånd, hvor to hold kan dyste mod hinanden ved at levere kuglelejer til "verdensmarkedet" og dermed få en formnemmelse af, hvordan det må have været for dem, der var arbejdere under industrialiseringen.

### Hovedbygningen
Brede Hovedbygning kræver modsat størstedelen af udstillingerne på Brede Værk entre og sker kun ved guidede ture for grupper. Turene arrangeres hver søndag i sommermånederne.
Bygningen er møbleret i 1790'er-stil.

## Historie
Brede Værk har en lang historie bag sig.
Langs Mølleåen har der siden Middelalderen ligget møller (fabrikker), som har forarbejdet kobber, krudt, korn og klæde med mere ved hjælp af vandkraft. Flere af møllerne omtales allerede i Roskildebispens Jordebog fra 1370. Flere møller har navne, der ender på -vad (Raadvad, Fuglevad, Ørevad (senere Ørholm)). Det vidner om, at møllerne blev lagt ved vadesteder. Frem til Reformationen hørte møllerne under Roskildebispen, men gik derefter over til Kronen, som forpagtede dem ud og gav forpagterne kongelige privilegier (særrettigheder).
Under merkantilismen søgte staten at blive selvforsynende med blandt andet krudt, jernvarer, kobber- og messingtøj, papir og klæde, og de varer forarbejdedes – sammen med korn – på møllerne langs Mølleåen. I 1700-tallet omtales Fuglevads mölle, Brede mölle, Nye Mölle, Stampemölle, Fiil Værk (Raadvad fileværk) og Strandmölle. I 1668 blev kornmølle og krudtværk ved Brede Værk nedlagt og et hammerværk anlagt til produktion af kobber- og messingvarer.
Staten støttede aktivt udviklingen af fabriksbyer: I 1777 fik Peter van Hemert tildelt en høkerbevilling, og i 1784 blev der oprettet en skole i tilknytning til Brede fabrikssamfund. I 1801 boede der i alt 111 indbyggere fordelt på 28 hushold i Brede. I 1805 gik van Hemert imidlertid fallit, og efter at værket blev overtaget af et bredere interessentskab af handelsmænd afvikledes messingfremstillingen i 1808, mens kobberværket fortsatte driften frem til 1855.
I 1831 købtes værket af agent Theodor Suhr og klædefabrikant J.C. Modeweg, der siden 1810 havde haft produktion af klæde i København. Suhr fortsatte kobberproduktionen, idet han tillige havde kobbervalseværket i Frederiksværk. Nedlæggelsen af kobberværket i 1855 skyldtes bl.a., at man i stigende grad gik bort fra at bruge hamrede plader, lige som nye varer af støbejern og billigt emaljeret bliktøj fortrængte husgeråd af kobber. Endelig indebar næringsfrihedens indførelse i 1857, at kobberværkernes særrettigheder bortfaldt fra 1861.
Modeweg overtog et område vest for åen og anlagde her en klædefabrik (J.C. Modeweg & Søn). De udvidede i de følgende årtier produktionen, idet varerne blev afsat til skræddermestre og købmænd i provinsen samt etater som staldetaten og postvæsenet. På Brede Værk blev der produceret klæde fra 1832 til lukningen i 1956.
Siden 1960'erne har de oprindelige bygninger huset en af Nationalmuseets afdelinger, der i sine udstillinger fokuserer på dansk industrihistorie. Brede Værk fortæller om industrisamfundet i bred forstand: produktion, arbejdsliv og hverdagsliv. Brede Værk museet genåbnede i maj 2009 med nye udstillinger og mulighed for virtuelle oplevelser ved hjælp af ny teknologi.
Industrianlægget Brede Værk giver et indtryk af et fabrikssamfund med arbejderboliger, mesterboliger, fabriksherrens landsted Brede Hovedbygning, spisehus, asyl til børnene, gartneri og park.